# رود ورا ۱۳۰۲
سیارک ۱۳۰۲ (به انگلیسی: 1302 Werra، نامگذاری:1924SV) هزار و سیصد و دومین سیارک کشف شده‌است که در ۲۸ سپتامبر ۱۹۲۴ و در هایدلبرگ کشف شد.
قدر مطلق سیارک برابر ۱۰٫۶۰ است.